# Emilio Bonifazi
Emilio Bonifazi (Frasso Sabino, 18 luglio 1961) è un politico italiano, sindaco di Grosseto dal 2006 al 2016 e di Follonica dal 1995 al 2004. Ha ricoperto anche l'incarico di presidente della provincia di Grosseto dal 2014 al 2016.

## Biografia
Nato a Frasso Sabino e trasferitosi giovanissimo in Maremma, si laurea in Giurisprudenza all'Università di Pisa. Dopo aver svolto attività legali nella città di Grosseto, è per alcuni anni dirigente delle Assicurazioni Generali. Successivamente insegna discipline giuridiche ed economiche nelle scuole medie superiori della provincia di Grosseto e dal 1980 al 1985 fa parte del comitato di gestione della Biblioteca Gaetano Badii di Massa Marittima. Dal 2004 al 2006 è presidente del CO.S.EC.A., la principale azienda della provincia di Grosseto che si occupa della gestione dei rifiuti.
È stato sposato con Monica Calamai, commissario straordinario dell'ASP di Crotone.

### Carriera politica

#### Sindaco di Follonica
Bonifazi entrò in politica militando nella Democrazia Cristiana e venne eletto consigliere comunale a Massa Marittima nel 1985, carica che ricoprì fino al 1995, anno in cui divenne sindaco della città di Follonica con i Popolari. Nel 1999 fu riconfermato sindaco della città del golfo con i Democratici di Sinistra, mantenendo la carica fino al 2004. In quello stesso anno fu eletto consigliere della provincia di Grosseto per Democrazia è Libertà - La Margherita, ricevendo la nomina di presidente della "commissione bilancio, finanze, cultura, formazione professionale, organizzazione delle risorse umane e sport".

#### Sindaco di Grosseto
Alle elezioni comunali del 28 e 29 maggio 2006 è stato eletto sindaco di Grosseto al primo turno con il 51,8% dei voti contro lo sfidante del centro-destra Gabriele Bellettini. Candidatosi per un secondo mandato alle amministrative del 15 e 16 maggio 2011, venne rieletto sindaco al secondo turno con il 57,3% dei voti, battendo al ballottaggio il candidato del centro-destra Mario Lolini.
Tra le sue maggiori opere a Grosseto, l'acquisto e la ripresa della stagione teatrale al Teatro Moderno, la nuova apertura del Museo di storia naturale della Maremma e dell'osservatorio astronomico di Roselle, la ristrutturazione della chiesa della Misericordia, la riqualificazione parziale dei bastioni Rimembranza e Cavallerizza delle mura, la creazione del nuovo quartiere residenziale Villa Pizzetti a Gorarella, il parco urbano del fiume Ombrone dell'Alberino, la riqualificazione del parco pubblico di via Ximenes, che è stato dedicato all'ex sindaco Renato Pollini, la creazione della pista ciclabile Grosseto est, che avrebbe dovuto collegare i principali quartieri della città con Roselle e l'area archeologica, due nuovi plessi scolastici alla Sugherella e al Casalone, che non venivano costruiti dagli anni ottanta, la riapertura del bastione Maiano, e la riqualificazione di piazza Marconi, avviata nell'estate 2014. Non è mai stato approvato invece un progetto di costruzione di un centro di documentazione nazionale degli Etruschi, in collaborazione con Regione Toscana ed Unione Europea.
Tra le iniziative più discusse si ricordano la demolizione del Foro Boario, avvenuta nel 2012, che ha significato la perdita di un'importante architettura del Novecento, realizzata dall'architetto Mario Luzzetti nel 1959; e la demolizione dell'ala settentrionale del complesso del vecchio ospedale Misericordia, avvenuta nell'estate 2015.

#### Presidente della Provincia di Grosseto
Nel 2014 Emilio Bonifazi, in quanto sindaco del comune capoluogo, fu il candidato unico del Partito Democratico alle prime elezioni provinciali tenutesi in seguito alla riforma Delrio, che prevedeva per le province un'elezione di secondo grado, in cui i sindaci e i consiglieri dei comuni eleggono i propri rappresentanti. Bonifazi venne eletto il 12 ottobre 2014 con 231 preferenze, insediandosi così il giorno successivo come Presidente della provincia di Grosseto.
In seguito alla fine del suo mandato da sindaco di Grosseto e alla sconfitta del Partito Democratico alle elezioni amministrative del 2016 che hanno visto la vittoria del candidato del centro-destra Antonfrancesco Vivarelli Colonna, il 18 luglio 2016 Bonifazi presentò le dimissioni dalla carica di presidente della provincia lasciandone le funzioni al vice-presidente Andrea Benini, sindaco di Follonica.

#### Impegni successivi
Nel mese di marzo 2019, Bonifazi annuncia la sua candidatura a sindaco di Scarlino, sostenuto da una coalizione di centro-sinistra. Alla tornata elettorale del 26 maggio ha ottenuto il 28,88% dei voti, posizionandosi dietro alla candidata del centro-destra Francesca Travison, che è divenuta sindaca con il 43,93% delle preferenze. Bonifazi è stato comunque eletto in consiglio comunale, accettando di sedere nei banchi dell'opposizione.
Il 2 luglio 2020 è nominato amministratore unico di Sea Ambiente, azienda di Viareggio che si occupa di rifiuti.

## Scritti
- Emilio Bonifazi, Follonica e i suoi amministratori 1923-2002, Follonica, Editrice Leopoldo II, 2002.
- Emilio Bonifazi, Lucia Vella e Luigi Madeo, La città che cambia. Opere pubbliche a Follonica dal 1995 al 2003, Follonica, Editrice Leopoldo II, 2004.
- Emilio Bonifazi, La Civica pinacoteca Amedeo Modigliani. Gli anni di Follonica nel mondo dell'arte, a cura di Gregorio Rossi, Follonica, Editrice Leopoldo II, 2004.
- Emilio Bonifazi, Grosseto e i suoi amministratori dal 1944 al 2009, Grosseto, Editrice Innocenti, 2009.
- Emilio Bonifazi, Grosseto e i suoi amministratori dal 1944 al 2015, Grosseto, 2015.